# Sint-Juliaanskerk (Sint-Juliaan)

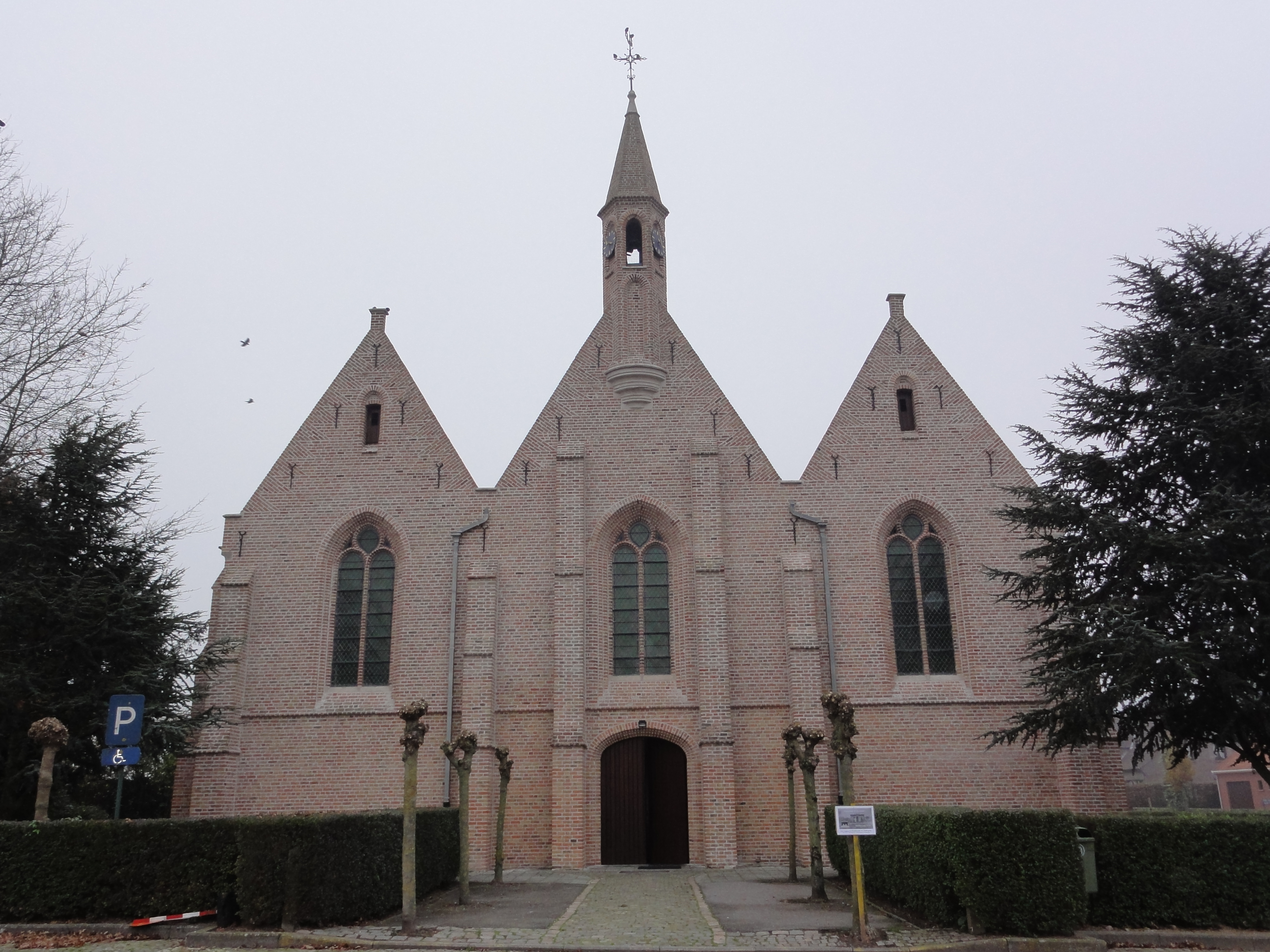
Sint-Juliaanskerk

De 'Sint-Juliaanskerk is de parochiekerk van het tot de West-Vlaamse gemeente Langemark-Poelkapelle behorende dorp Sint-Juliaan, gelegen aan de Brugseweg.

## Geschiedenis
Hier stond aanvankelijk een kapel, welke in 1817 werd vervangen door een eenbeukig neogotisch kerkje. In 1909 werd Sint-Juliaan een zelfstandige parochie en in 1910-1911 werd het kerkje met een beuk uitgebreid. In 1915 werd het kerkje door oorlogsgeweld verwoest.
In 1921 werd een nieuwe kerk gebouwd naar ontwerp van Jules Coomans.

## Gebouw
Het betreft een driebeukige bakstenen hallenkerk in neogotische stijl met boven het portaal een bescheiden torentje. Het hoofdkoor is vijfzijdig afgesloten. Het interieur wordt overwelfd door houten spitstongewelven. De kerk bezit een kruisweg uit de 2e helft van de 17e eeuw, mogelijk afkomstig van de Sint-Walburgakerk te Veurne.